# Environment for Sextet
Environment for Sextet est un album de musique en partie improvisée sorti en vinyle en 1979 (titre 1 à 4, Ictus 0017; titre 5 sur USA Concerts, Ictus 0018) et réédité en CD en 1995 sur New Tone Records. Il a été enregistré dans les studios de la radio WKCR à la suite d'une tournée de Andrea Centazzo aux États-Unis en 1978. Improvviso III est un duo entre Andrea Centazzo et John Zorn.

## Titres
| No | Titre                         | Durée |
| -- | ----------------------------- | ----- |
| 1. | First Environment For Sextet  | 11:30 |
| 2. | Solo Improvisations           | 6:00  |
| 3. | Second Environment For Sextet | 17:15 |
| 4. | Solo Improvisations 2         | 8:03  |
| 5. | Improvviso III (duet)         | 5:45  |

## Personnel
- Polly Bradfield - violon
- Andrea Centazzo - percussion
- Eugene Chadbourne - guitare
- Tom Cora - violoncelle
- Toshinori Kondo - trompette
- John Zorn - anches